# خون (فیلم ۲۰۲۲)
خون (به انگلیسی: Blood) یک فیلم ترسناک و دلهره‌آور آمریکایی محصول سال ۲۰۲۲ به کارگردانی برد اندرسون و نویسندگی ویل هانلی با بازی میشل موناهن و اسکیت اولریش است.

## خلاصه داستان
جس، مادر و پرستار جدا شده، با دختر و پسر کوچکش اوون به خانه مزرعه قدیمی خود نقل مکان می‌کند. مدت کوتاهی پس از استقرار، اوون توسط سگ گاز گرفته می‌شود و در نتیجه یک عفونت مرموز ناشی از گاز گرفتگی ایجاد می‌شود.

## تولید
فیلمبرداری از ۱۴ اکتبر تا ۱۴ نوامبر ۲۰۲۰ در وینیپگ، منیتوبا، کانادا انجام شد.

## انتشار
در سپتامبر ۲۰۲۲، توسط ورتیکال انترتینمنت حقوق پخش فیلم در آمریکای شمالی و بریتانیا را به دست آورد. این فیلم برای اولین بار در جشنواره فیلم آمریکایی دوویل در ۵ سپتامبر ۲۰۲۲ به نمایش درآمد. سرانجام این فیلم در ۲۷ ژانویه ۲۰۲۳ در سینماها و در ۳۱ ژانویه به صورت ویدئویی به نمایش درآمد.

## بازخوردها
در راتن تومیتوز، این فیلم بر اساس ۳۱ نقد، ۵۸ درصد محبوبیت دارد، با میانگین امتیاز ۶ از ۱۰. در متاکریتیک، فیلم بر اساس هفت منتقد، میانگین وزنی ۵۵ از ۱۰۰ را کسب کرده‌است که نشان دهنده «نقدهای مختلط یا متوسط» است.